# Munigua

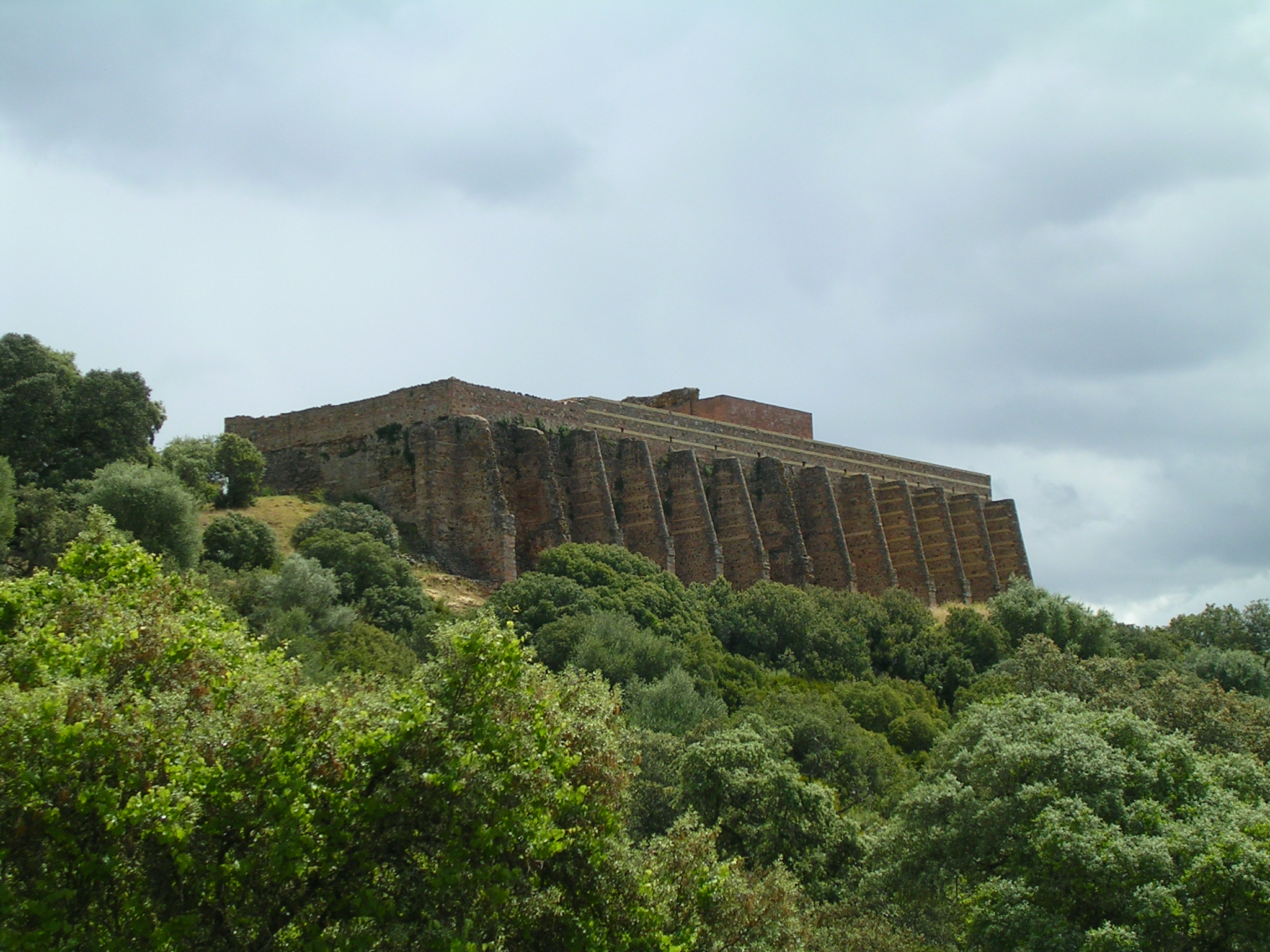
Muro Oeste del Santuario de terrazas

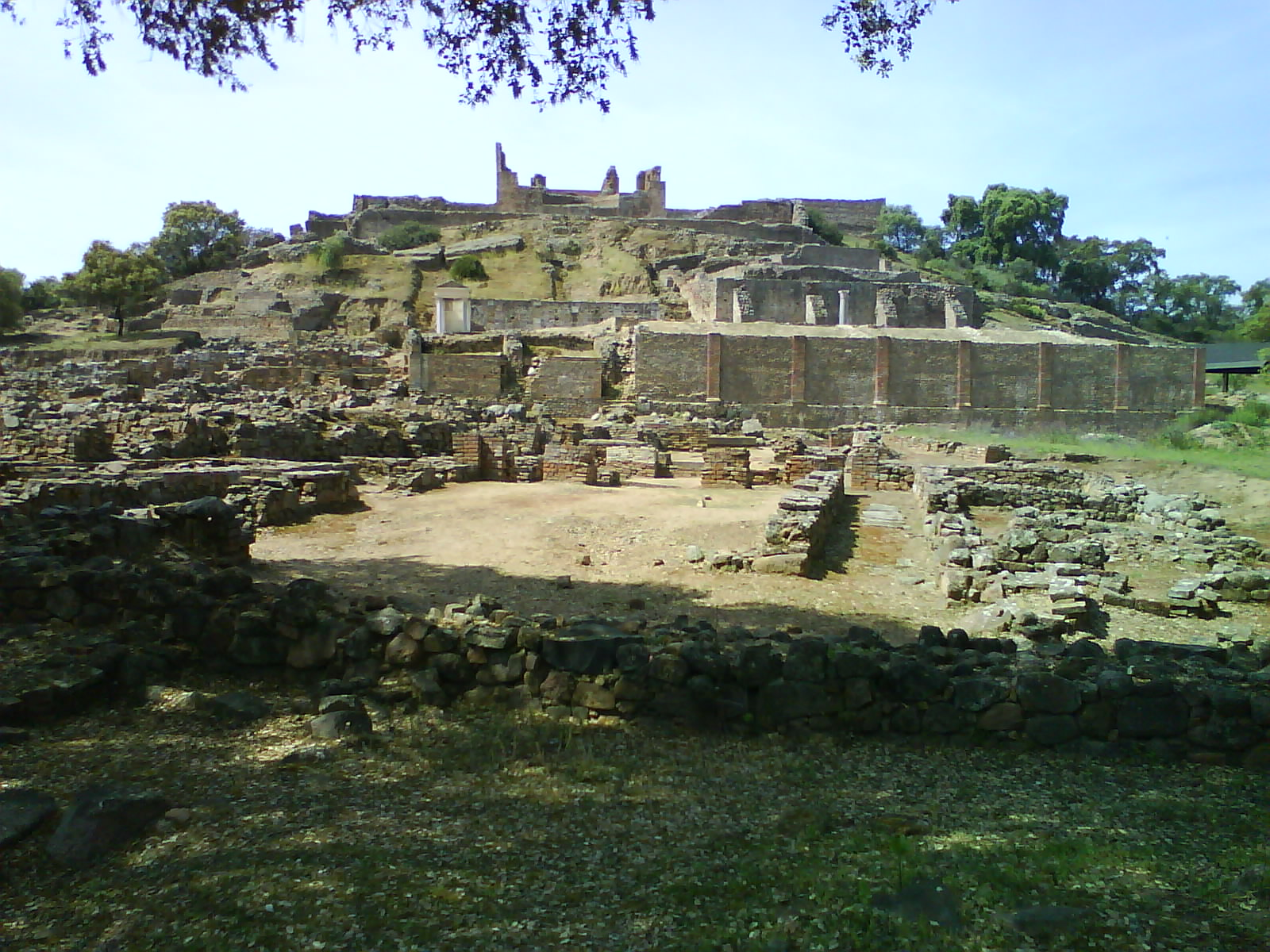
Ladera Este del yacimiento con vestigios de los edificios privados y públicos de la ciudad.

Munigua o Mulva  es un yacimiento arqueológico de época romana situado a ocho kilómetros de Villanueva de Río y Minas, en la Sierra Norte de la provincia de Sevilla. Se corresponde con el Municipium Flavium Muniguense, cuyos orígenes se remontan al periodo prerromano y que floreció entre los siglos I y III.
Se tienen noticias del yacimiento ya en el siglo XVI a raíz del descubrimiento de dos inscripciones. En el siglo XVIII se redactó un informe sobre el sitio para la Real Academia de las Buenas Letras de Sevilla y se identificaron las ruinas como un castillo, si bien esa interpretación es corregida por Tomás Andrés de Gusseme, quien intuye que «el edificio grande no es propiamente fortaleza o castillo, sino templo o Casa del Senado». En 1956 se retomaron las investigaciones de la mano del Instituto Arqueológico Alemán, cuyos trabajos continúan en la actualidad.
Es Bien de Interés Cultural con la categoría de Monumento Histórico Artístico y la denominación de Castillo de Mulva por decreto de 3 de junio de 1931, donde por un lapsus está relacionado entre los de la provincia de Córdoba.

## Historia
La razón por la que Munigua se enclava en este espacio geográfico está en relación con la explotación de las minas de cobre y de hierro de esta zona. 
Los materiales cerámicos más antiguos localizados en el yacimiento son cerámicas púnicas del siglo VII a. C. Estos pocos fragmentos no demuestran, por el momento, la existencia de un asentamiento de esa cronología. El grueso de los materiales prerromanos están relacionados con el poblado ibérico sobre el que se asienta la que luego fue la ciudad romana. El poblado, situado en lo más alto de la colina, fue derribado para la construcción del Santuario de Terrazas, ya en pleno siglo I d. C.
Si bien algunos de los restos arquitectónicos hoy visibles se corresponden con edificaciones de época augustea, la mayoría de los edificios públicos y religiosos se levantan durante el último tercio del siglo I. El auge constructivo de la ciudad coincide con la concesión a Munigua, por parte del emperador Vespasiano, del estatus de municipio. A finales del siglo III la ciudad sufrió un terremoto que marcó el comienzo de su declive. 
Durante el siglo I a C y la primera mitad del siglo I d. C. se ha documentado actividad minera en lo que posteriormente fueron las termas, el foro y las conocidas casas 1 y 5. La ocupación se extiende hasta lo alto de la colina. Estas últimas edificaciones fueron derruidas para construir el Santuario. 
Desde mediados del siglo I d. C. y hasta finales de siglo II, se procede a la construcción de los edificios más emblemáticos de Munigua, de entre los que destaca, por su singularidad, el Santuario en terrazas, construido alrededor de 70 d. C. 
Del siglo I son las termas que se remodelan durante la construcción del Foro, levantado a finales de ese siglo. 
Las casas 1, 5 y 6, en las calle de las termas, se levantan entre finales del siglo I y principios del siglo II. La Casa 2 también es de este momento y tanto ésta como las Casas 1 y 6 debieron pertenecieron a familias de las elites locales. Su cercanía al centro administrativo y religioso de la ciudad, sugiere que sea así.
En el siglo III un terremoto afectó de lleno a la ciudad de Munigua. Se han documentado daños en las casas así como en el Foro y en el Pórtico de dos pisos. 
La muralla de Munigua, ya en el siglo III en ruinas, es una obra cuando poco curiosa por cuanto nunca se terminó ya que el lado occidental no se llegó a cerrar. Otra de sus particularidades es que su trazado coincide con la línea de necrópolis de la ciudad y su construcción afectó de lleno las necrópolis de los frentes Sur y Este, lo que originó que algunas de las tumbas quedaran incluidas, incomprensiblemente,  en el interior del pomerium. Los tramos excavados arrojan una cronología circa último tercio del siglo II d. C.

## Enclave arqueológico
Vestigios de la ciudad de Munigua: 

### La muralla
Por el momento son visibles algunos de sus tramos. Se ha localizado la puerta Sur de la misma, así como cuatro de sus torres separadas a intervalos de 50 metros. 

### El Santuario en terrazas de Munigua
Es, con diferencia, la obra más emblemática de la ciudad. 
Para construirlo fue necesario derribar construcciones anteriores ibero-romanas y construir muros de contención que, en algunas zonas -sobre todo en el lado Oeste-, se levantaron más de 10 metros de altura sobre la cota original del terreno. 
El edificio, que se orienta hacia el Este, se ordena simétricamente conforme a un eje axial que, por otra parte, conecta también con el paisaje hacia el que se orienta. 
El acceso al Santuario se realiza a través de calles en rampa (una al Norte y otra al Sur) a las que se accedía a través de puertas idénticas. Las rampas dan acceso, primero, a la primera terraza y a continuación, a la terraza central o segunda terraza en donde se abre la exedra semicircular que enmarca el paisaje hacia el que mira. Por encima de ella, en la tercera terraza, se localiza la cella, un edificio pequeño cuyos lados están organizados en nichos enmarcados por pilastras. 
Es evidente que el Santuario de Munigua está relacionado con los de su categoría italianos de Fortuna Primigenia en Praenestre y de Hércules Victor en Tívoli. Eso sí, su orientación -hacia el Este- no coincide con la de ninguno de los santuarios del Lacio. 
La cerámica que data su construcción arroja una cronología post-quem tardo-neroniana o de primera época flavia. 
Hoy en día el Santuario se muestra sin su piel marmórea. Los estudios de los mármoles aparecidos en las distintas campañas de excavación han permitido concretar que la fachada oriental estaba recubierta de ese material mientras que la norte y la sur lo estaban de estuco. El color de la fachada varió con su altura. En las zonas más bajas predominaron los colores blancos y grises y en las zona más altas los rojos y los verdes. 

### Templo de podio
Se sitúa en una zona intermedia de planta cuadrangular, en el lado oriental de la colina que domina la ciudad de Munigua. Su orientación, sursudeste, no coincide con la del Santuario, si bien su posición y su orientación evidencian su relación directa con aquel. 
El templo se levantó sobre un podio y el acceso al mismo se llevó a cabo a través de varias escaleras. Su frente estaría precedido de cuatro columnas. 
Se desconoce a qué divinidad estaba dedicado. Su construcción se fecha a principios del siglo II. 

### El Pórtico de dos pisos
Se localiza en la calle conocida como Calle del Foro y enfrente del mismo. 
Se han identificado tres momentos constructivos y de uso. Durante el primer momento solo existiría la planta baja. El piso superior con cubierta a un agua sostenida por columnas en su frente, se construyó en un segundo momento y estaría relacionado con el templo de podio, ya que ambos tuvieron una altura considerable y porque, además, a los dos se accedía a través de la misma escalera. En una tercera fase la planta baja se convirtió en una vivienda particular.
El derrumbe de este edificio se atribuye al terremoto acaecido a finales del siglo III. 
Delante de los pilares del pórtico y junto al templo de Mercurio estarían situadas las estatuas de los emperadores Vespasiano y Tito. Estas estatuas se retiraron antes de la muerte de este último en 81 d. C. 

### El templo de Mercurio
Se localiza en el extremo Sur del pórtico, en la conocida como plaza de la Aedicula. 
No se ha podido precisar la fecha de su construcción puesto que se levanta directamente sobre la roca madre, pero al situarse por delante del Pórtico es posterior a él. Los últimos estudios lo fechan en época flavia, si bien los anteriores propusieron su construcción en un momento posterior: la primera mitad del siglo II. La causa de su destrucción es la misma que la del Pórtico de dos pisos: el terremoto del siglo III. 
Su planta es similar a la del templo de podio, en forma de U, y, como aquel, también se levanta sobre un podio. Sus paredes laterales están precedidas de columnas de orden corintio. Los capiteles sostenían el arquitrabe y el frontón. 
Delante de la exedra se localizó, in situ, una ara en la que se cuenta que un hombre con un nombre de origen etrusco, Ferronius, la dedicó por una promesa. Este nombre aparece también en la vecina Itálica.  Un tal Lucius Fulvius Genialis, que fue sacerdote augustal, dedicó otra inscripción a Mercurio. Esta apareció en el derrumbe del edificio. 
Todo el edificio estaba estucado. En su lado norte se conserva una tosca y enorme mesa de piedra que posiblemente estuviera relacionada con ese templete. 

### El Foro
Se levanta sobre una terraza artificial en el lado oriental de la colina municipal y a él se llegaba a través de la conocida como Calle del Foro. 
En el centro de la plaza se localiza el Templo del Foro, rodeado de pórticos en tres de sus lados. Se desconoce la divinidad a la que estaba adscrito. 
En el lado Norte de la plaza se conservan los vestigios de lo que se ha identificado (de oeste a este) como la curia (en dónde se organizaba el gobierno de la ciudad), un santuario dedicado a Dis Pater y el tabularium (el archivo municipal). 
Se sabe que el Santuario a Dis Pater está dedicado a él porque en su interior se localizó el zócalo que sirvió para sostener una estatua de un caballo, en el que había una inscripción en la que se hace mención a esa deidad por parte de un tal Lucius Aelius Frontus, de la tribu Quirina.  Dis Pater es una deidad del inframundo, asociada a Plutón, señor de los infiernos. Podría identificarse, como Vulcano, con el dios de los mineros y de ahí su presencia en Munigua. El caballo es una figura muy presente en la religión de los pueblos prerromanos peninsulares. 
En el lado Sur del foro se levanta la Basílica, espacio en el que se imparte justicia y se cierran contratos mercantiles y civiles. 
El aspecto que hoy en día ofrece el Foro de Munigua es el de una plaza diáfana. Sin embargo, nada más lejos de la realidad. Era una plaza cerrada, de escasa superficie y con edificios de altura considerable que aumentaban la sensación de abigarramiento. 

### Las termas
Se localizan en el ángulo Norte de la base de la colina municipal. Forman parte de la misma manzana que el Foro. La construcción de esta plaza cercenó una parte de su lado Sur.
Se construyeron a mediados del siglo I d. C. y ya a finales de ese siglo sufrieron su primera transformación, durante la construcción del Foro. Durante los siglos II y III también sufrieron varias modificaciones. Una de las que más afectó a la planta fue la construcción del ninfeo abierto al apodyterium (vestuario) que se surtía de agua a través de una tubería de plomo. El agua caería en cascada por los peldaños construidos en ese ábside. Sobre la tubería se conserva la base de lo que se ha interpretado como un suelo para situar una estatua, probablemente la ninfa (hoy custodiada por el Museo Arqueológico de Sevilla)  que apareció en el frigidarium (sala de agua fría). Hoy en día a las termas de Munigua se accede por lo que fue el frigidarium (sala de agua fría). Al oeste de esta habitación se localiza el apodyterium (vestuario) y, a continuación, el ninfeo. Al Norte del apodyterium se levantaba el caldarium (sala de agua caliente) que no conserva su suelo por lo que es perfectamente visible su hypocaustum (infraestructura destinada a la circulación del aire caliente). En las siguientes salas se sitúan los hornos. 
Al Norte del frigidarium hay una serie de estancias construidas en un momento posterior. En una de ellas se localiza un pozo de agua. 
Las termas estaban decoradas con pinturas murales.

### Las Casas
Son siete las casas excavadas hasta el momento en Munigua. De diferentes dimensiones, sus plantas se adecuan al urbanismo existente y sufrieron distintas remodelaciones a lo largo de su existencia. Todas ellas tendrían una planta superior y algunas de ellas, como la Casa 2 -junto al Foro-, utilizaron la planta baja para llevar a cabo funciones comerciales. En la casa 2 se han hallado cimentaciones de muebles que han sido interpretados como armarios. La vida de esta casa comienza en el siglo I a. C. y finaliza en época islámica. Evidentemente durante cada uno de esos periodos funcionó y se estructuró conforme a las necesidades de sus habitantes. 

### Las necrópolis
Son dos las necrópolis de Munigua, la Sur y la Este y fueron utilizadas de manera habitual, desde el siglo I d. C. hasta el siglo IV d. C. Ambas fueron afectadas durante la construcción de la muralla que, como hecho completamente inusual, dejó en el interior del pomerium de la ciudad una buena parte de las mismas. 
En ellas se llevaron a cabo tanto inhumaciones (de decúbito supino) como incineraciones. Los cuerpos se acompañaron de ajuar.
El Enclave arqueológico de Munigua está situado en las coordenadas 37°42′47.76″ N 5°44′25.86″ O

## Turismo
Existe un sendero desde Villanueva del Río y Minas a las ruinas.
En 2018 se trabaja en facilitar el acceso a visitantes.

## Galería de imágenes

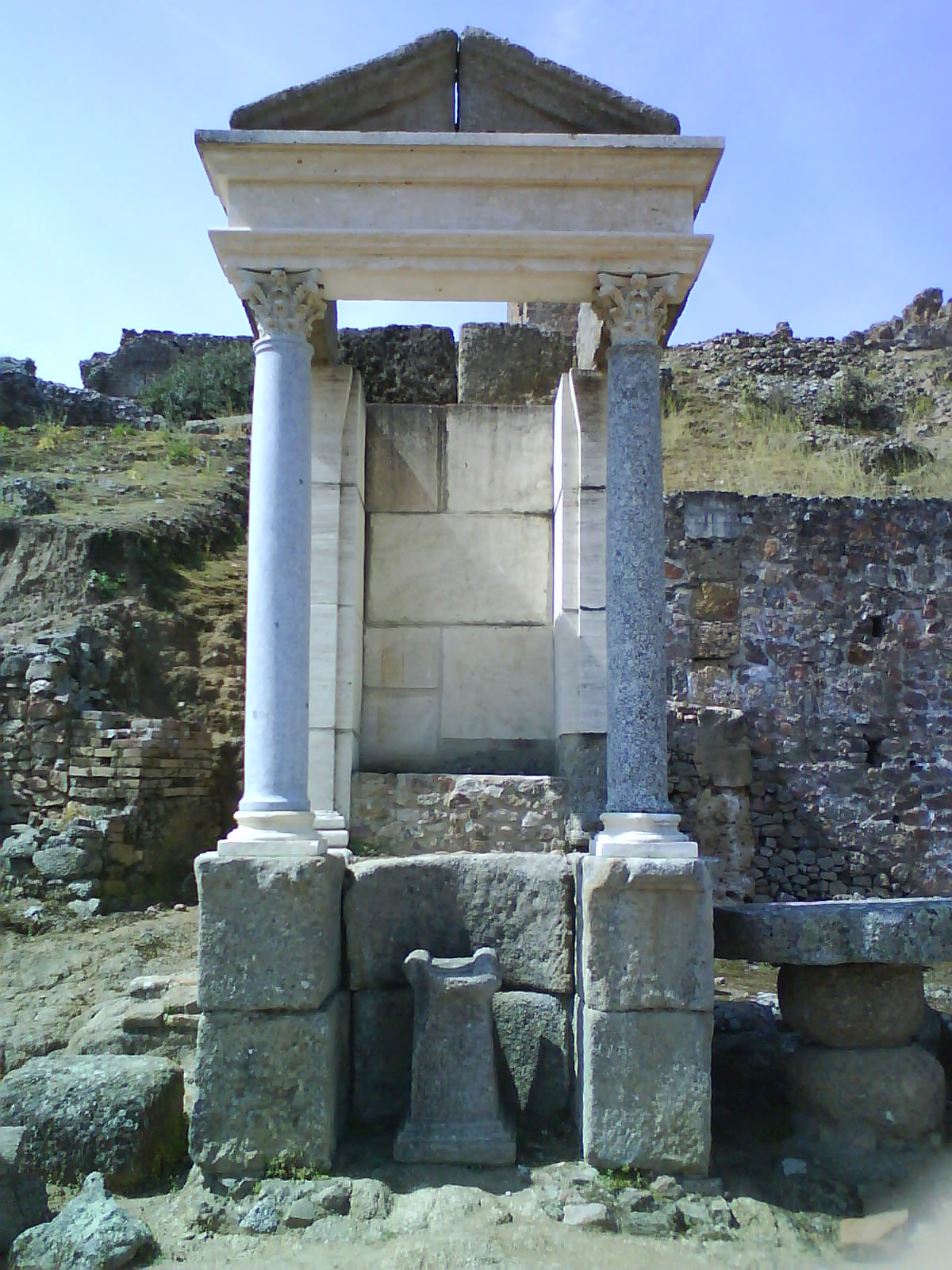
Templo de Mercurio
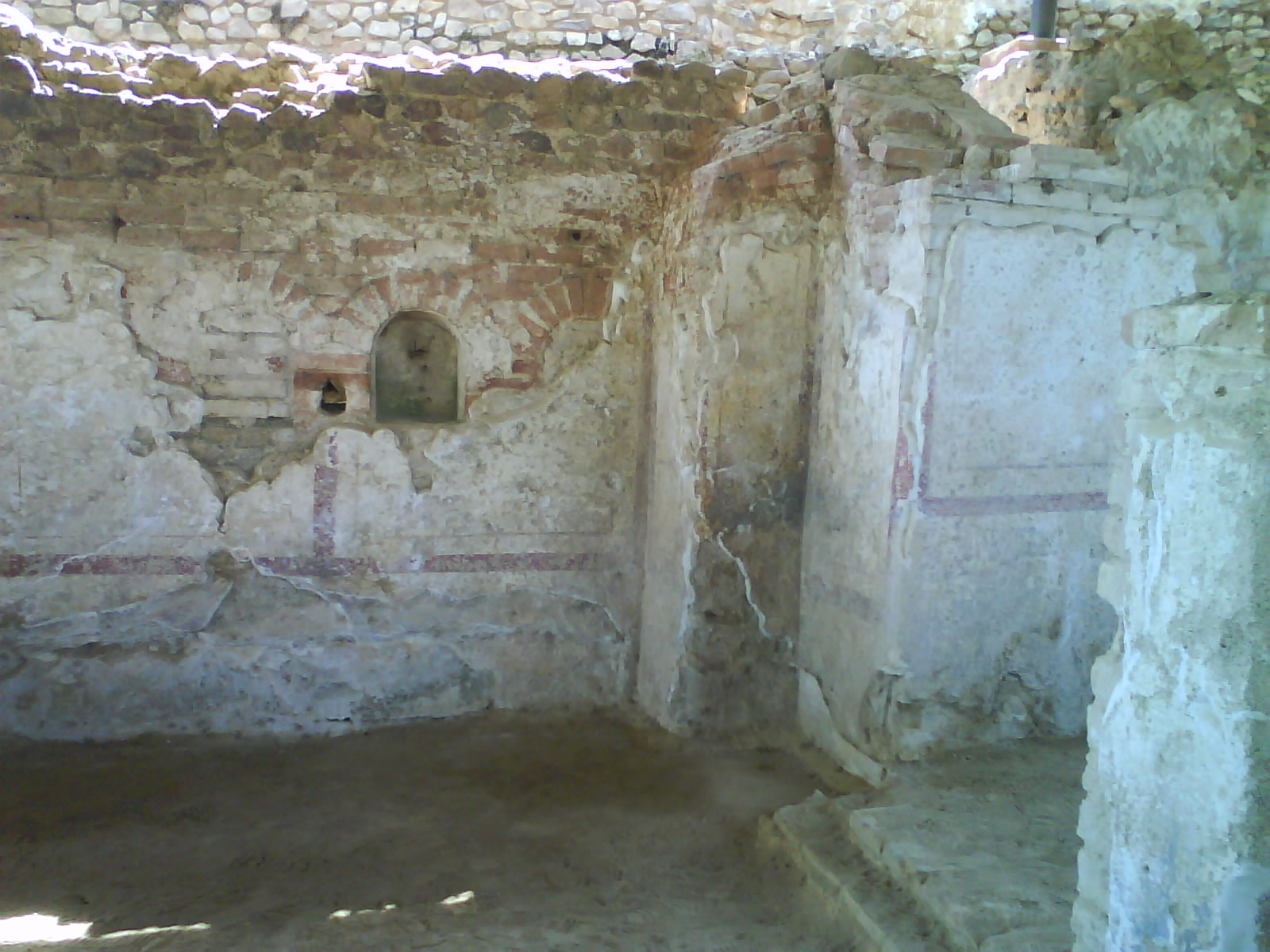
Pinturas del apodyterium (vestuario) de las termas de Munigua
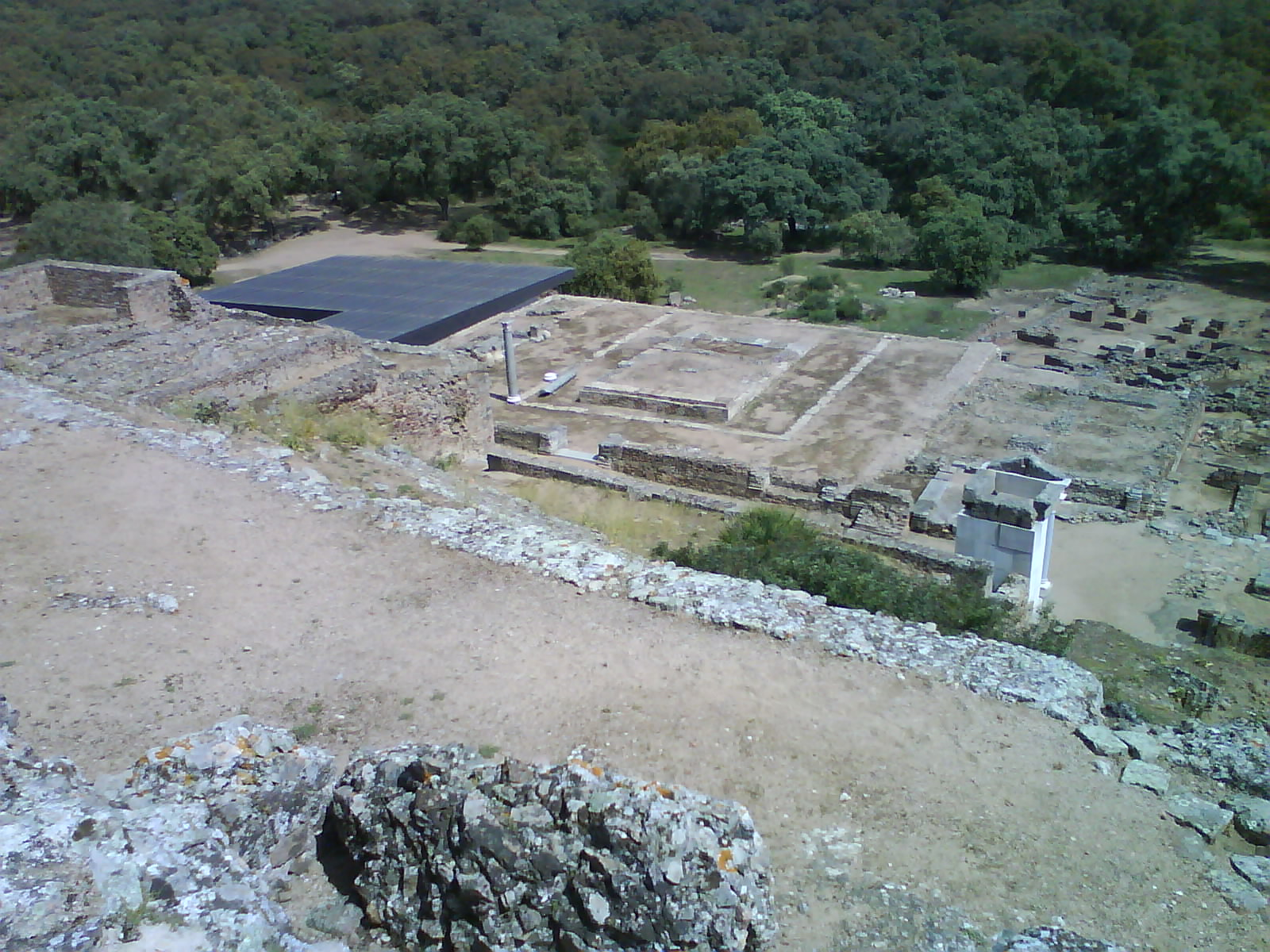
La plaza del Foro desde el Oeste
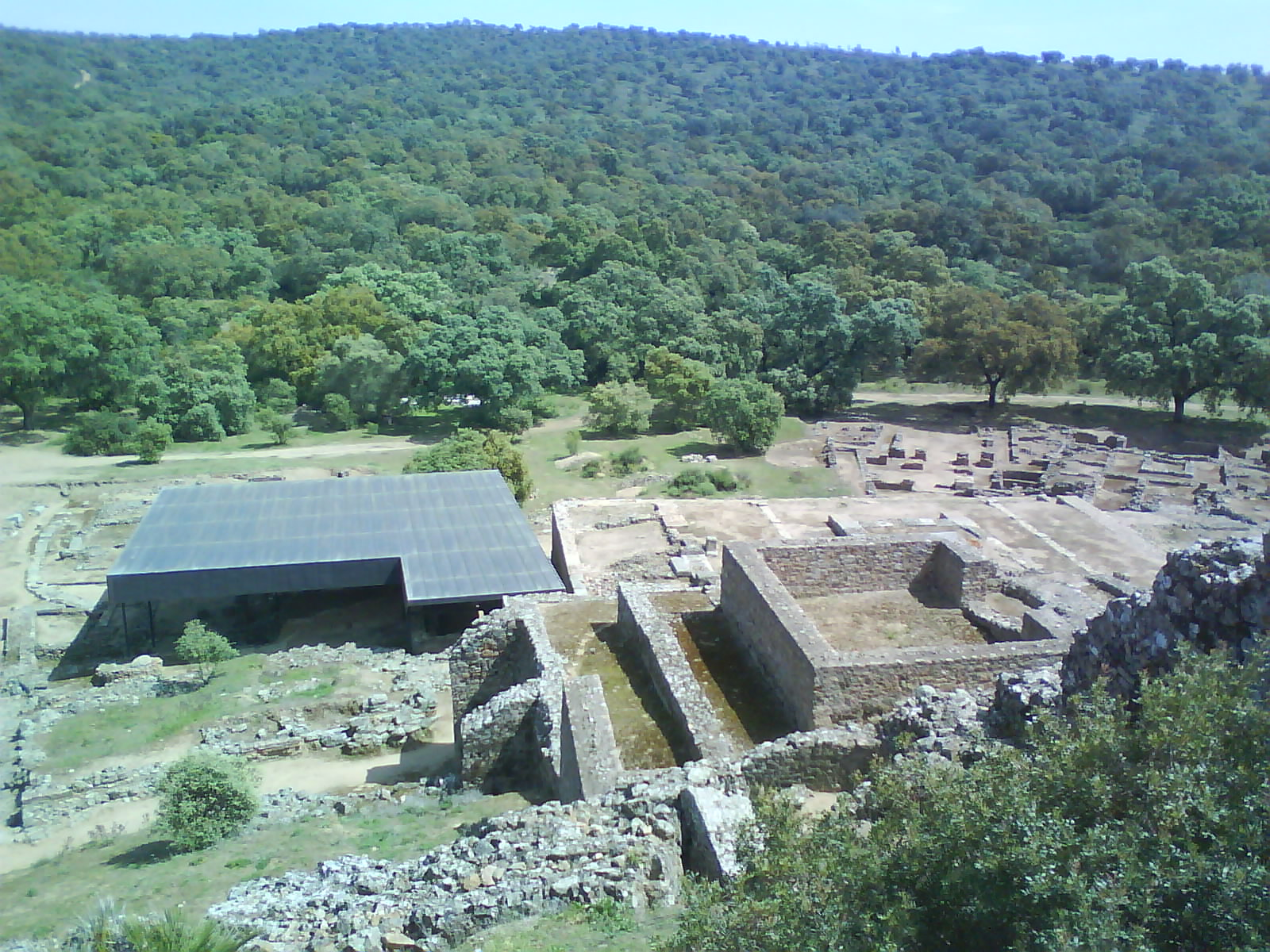
Lado Norte del Foro. Al fondo a la izquierda, la cubierta de las Termas.
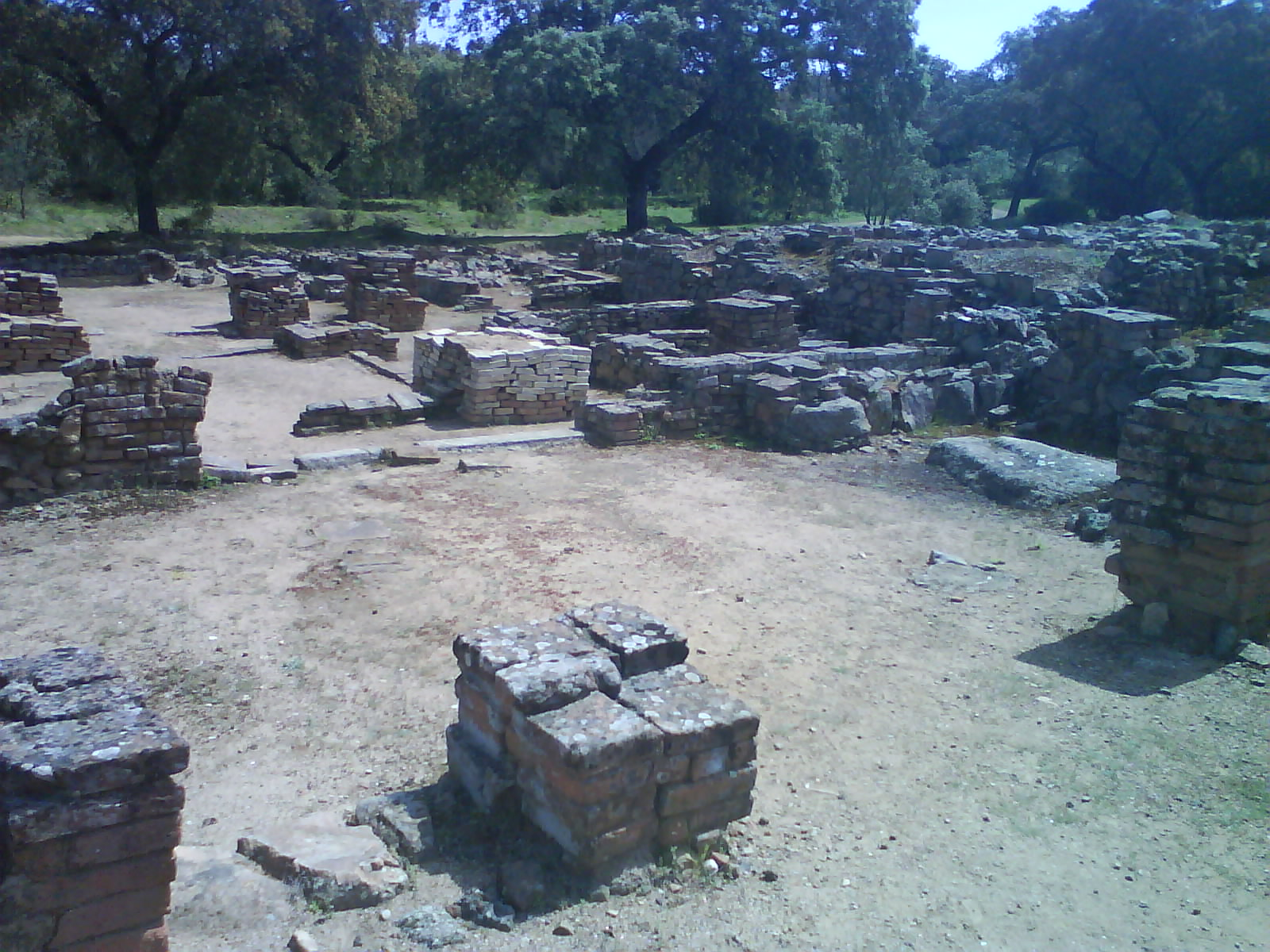
Vestigios de la conocida como Casa 6
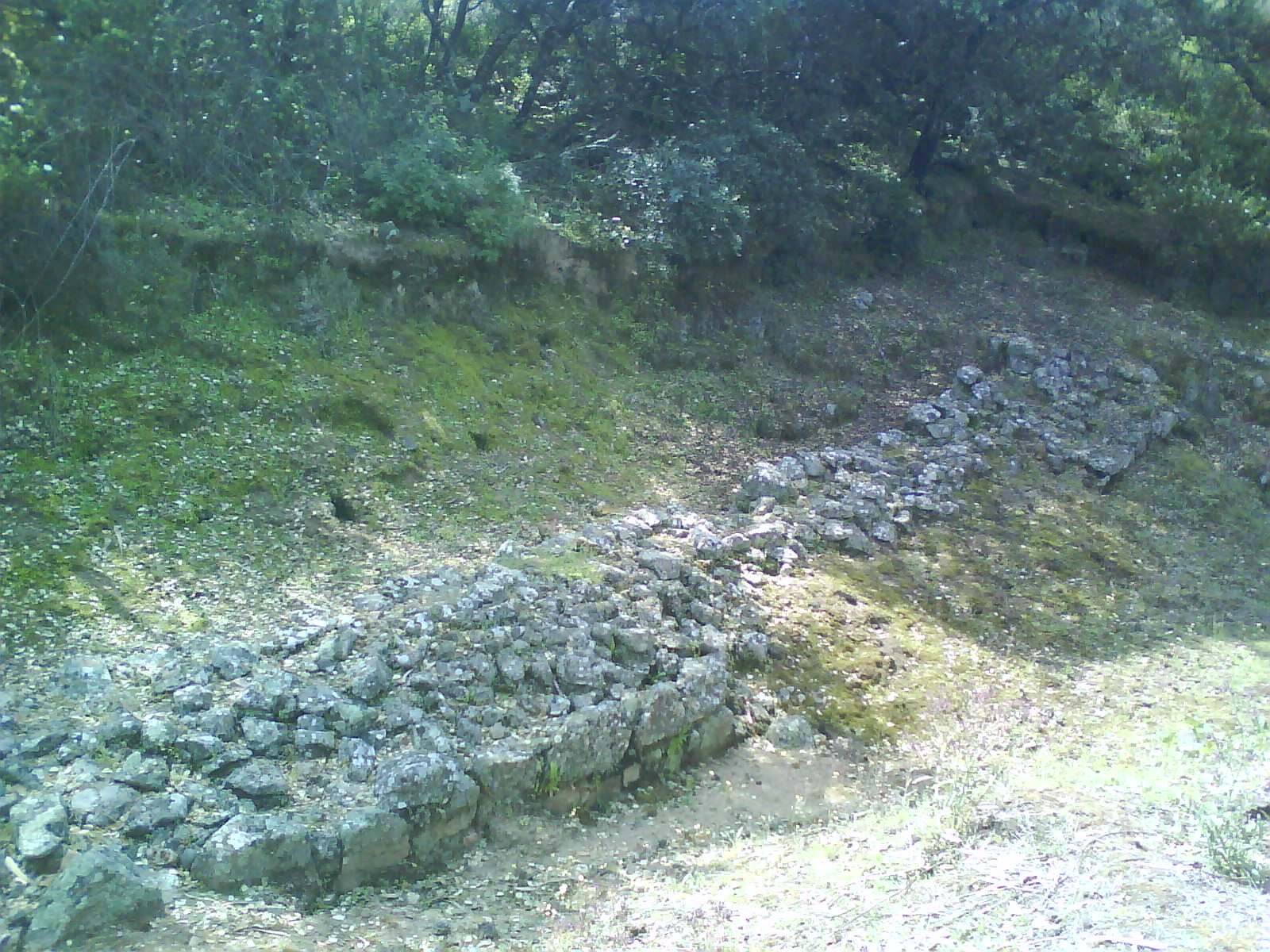
Vista de uno de los tramos de la muralla de Munigua
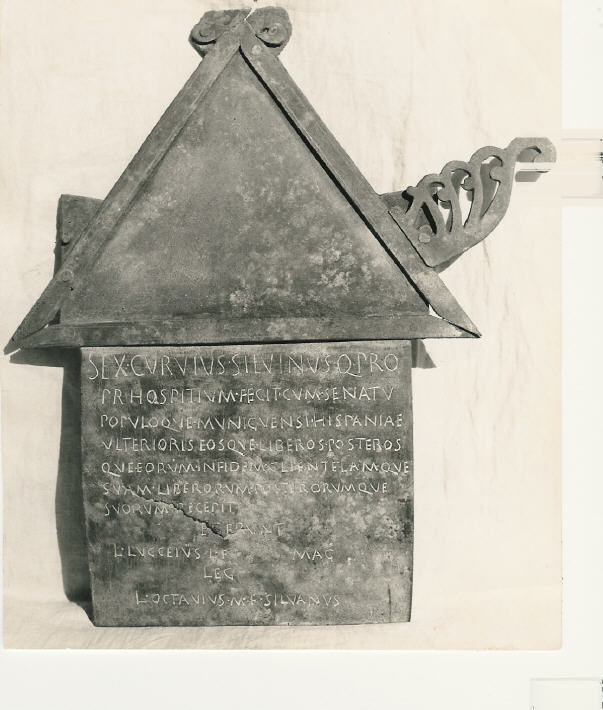
Tessera de hospitalidad en bronce, que recoge el contrato de hospitalidad realizado por el cuestor (magistrado) Sextio Curvio Silvino, quien ampara a los munigüenses bajo una cláusula jurídica de fidelidad y el clientela.